# Innocenci XIII
Innocenci XIII (llatí: Innocentius PP. XIII, nascut Michelangelo Conti (Poli, 13 de maig de 1655 – Roma, 7 de març de 1724 ), va ser el 244 bisbe de Roma i papa de l'Església catòlica des de 1721 fins a la seva mort. Les profecies de Sant Malaquies es refereixen a aquest papa com De bona religione (de bona religió).

## Biografia
Nascut a Poli, una ciutat dels sub-Apenins del Laci, Michelangelo Conti descendia de la família noble dels comtes de Segni, que ja havien donat a l'Església catòlica tres papes i nombrosos cardenals des del segle xii. El seu pare era Carles IV, duc de Poli i Guadagnolo, i la seva mare era Donna Isabella Muti.
Estudià als jesuïtes d'Ancona i, més tard, va completar els seus estudis de batxillerat i batxillerat al Col·legi dels Jesuïtes de Roma. Es va llicenciar en dret civil i canònic a la Universitat La Sapienza. Va rebre un dels seus primers encàrrecs l'any 1690, quan el papa Alexandre VIII el va enviar a Venècia per lliurar al dux Francesc Morosini un cobejat mèrit pontifici, l'estoc (combinat, com és habitual, amb el "berrettone"). El seu successor Innocenci XII el va introduir a la prelatura i li va encarregar diverses tasques a les províncies dels Estats Pontificis. El 1695 va ser consagrat arquebisbe titular de Tars, i nunci apostòlic a Lucerna.
Va passar onze anys (1698–1709) a Portugal com a nunci apostòlic. Sembla que aquí va madurar la seva animositat contra els l'jesuïtes, molt influents en aquest país, que va ser tan important després. Va ser creat cardenal el 7 de juny de 1706 pel papa Climent XI.
El 7 de juliol de 1706 va ser nomenat cardenal prevere i, cinc anys després, se li va assignar el títol de Ss. Quirico e Giulitta. Abans però, el 1709, havia estat nomenat bisbe d'Osimo mantenint-se-li ad personam la dignitat d'arquebisbe. El 1712 va ser traslladat a la seu arquebisbal de Viterbo i Toscanella, càrrec al qual va renunciar per malaltia el 1719. Durant un any, entre 1716 i 1717, va exercir de cardenal camarlenc.

### Historial de càrrecs
- Valet d'honor d'Alexandre VIII
- 14 d'agost de 1691: és refrendari del Tribunal de la Suprema Signatura
- 17 d'agost de 1691: és nomenat governador d'Ascoli
- 6 de desembre de 1692 - 6 de maig de 1693: governador de Campagna i Marittima
- 1693: entra a la prelatura del Vaticà
- 6 de maig de 1693 – juny de 1695: governador de Viterbo
- 1963: és nomenat abat comendatari del santuari de Mentorella prop de Guadagnolo, a les terres de la seva família.
- 13 de juny de 1695 - 7 de juny de 1706: arquebisbe titular de Tars
- 28 de juny de 1695: nomenat secretari del Papa
- 1 de juliol de 1695 - 24 de març de 1698: nunci apostòlic als catòlics de Suïssa, a Lucerna
- 24 de març de 1698 - 28 de gener de 1709: nunci al rei de Portugal
- 7 de juny de 1706: nomenat cardenal prevere.
- 28 de gener de 1709 - 1 d'agost de 1712: és bisbe d'Osimo
- 23 de febrer de 1711 - 8 de maig de 1721: va assumir el títol cardenalici de Santi Quirico e Giulitta
- 1 d'agost de 1712 : és nomenat bisbe de Viterbo. El 14 de març de 1719 va renunciar a la seva càtedra per motius de salut i va tornar a Roma
- 13 de gener de 1716 - 4 de gener de 1717: cardenal camarlenc
- 8 de maig de 1721: elegit Papa

### El conclave de 1721
El conclave es va obrir el 31 de març. 56 cardenals van participar en la fase final, però només 40 cardenals van participar en l'última votació. Durant els treballs es van formar quatre grups: els fanàtics, els proborbònics (aleshores els Borbons regnaven, entre altres coses, a França i Espanya), els proimperials, grup liderat pel cardenal camarlenc Annibale Albani (els "clementins"). La facció proimperial, liderada per Michele Federico Althann, va vetar el nom de Fabrizio Paolucci, que en la primera votació havia arribat a només tres vots després de ser elegit. Els imperials van jutjar que Paolucci estava massa a prop dels interessos de França.
El 8 de maig de 1721 la majoria de vots van ser al cardenal Conti, per les seves qualitats humanes i espirituals. A més, no estava obertament alineat amb cap dels dos grups principals, és a dir, no era ni profrancès ni proimperial; de fet, al final va obtenir el vot unànime de tot el Sagrat Col·legi. En honor del papa Innocenci III, amb qui compartia el seu llinatge, va triar el nom pontifici d'Innocenci XIII.
Michelangelo Conti va ser elegit papa el 8 de maig de 1721 al Palau Apostòlic i va ser coronat el 18 de maig pel cardenal protodiaca Benedetto Pamphilj.

### Papat

#### Relacions amb les institucions de l'Església
Innocenci XIII va confirmar la condemna dels ritus malabars i dels ritus xinesos emesos pel seu predecessor Climent XI. Els jesuïtes van ser els més danyats per aquesta prohibició. El general de l'Orde, el Pare Michelangelo Tamburini, va rebre el 13 de setembre de 1723 del secretari de la Congregació per a l'Evangelització dels Pobles, Pier Luigi Carafa junior (1677-1755), un precepte formal que prohibia l'admissió posterior a la Companyia de Jesús de novicis així com l'enviament de missioners a les Índies Orientals fins a l'obediència dels jesuïtes a les prohibicions dels ritus xinesos publicades per Clement XI, en particular la butlla Ex illa die del 19 d emarç de 1715. Innocenci XIII es convencé de la bondat del recompte del legat pontifici Carlo Ambrogio Mezzabarba, segons el qual els jesuïtes residents a la cort de Peking haurien instigat l'emperador Kangxi per fer empresonar els missioners enviats per la Congregació de Propaganda Fide.
El Capítol General de la Família Franciscana, interromput durant 25 anys el Papa va decidir reunir-lo a Roma. Va intervenir a la inauguració i va presidir l'elecció del ministre general. El capítol es va reunir al convent d'Ara Coeli i va acabar el 15 de maig de 1723. El mateix any va consagrar l'església de Santa Maria della Presentazione a Vignanello , a l'alt Laci.
El 23 de març de 1723 va publicar la constitució apostòlica Apostolici ministeri sobre les funcions sacerdotals i la disciplina eclesiàstica. La mesura es va emetre arran de les peticions d'alguns bisbes espanyols, preocupats per la relaxació dels costums del clergat ibèric, tant laic com regular.
Va ordenar l'anul·lació de l'elecció cismàtica del nou pseudo-arquebisbe d'Utrecht. El capítol de la catedral d'Utrecht estava suspès des del 1704; malgrat això havia escollit Cornelius van Steenoven sense el consentiment de la Santa Seu (27 d'abril de 1723). Aquest últim va demanar al papa que el reconegués, obtenint una negativa.

#### Decisions sobre qüestions doctrinals i litúrgiques
Jansenisme
El pontífex va confirmar la butlla Unigenitus Dei Filius del seu predecessor Climent XI (1713) que condemnava les tesis del jansenista Pasquier Quesnel, enemic frontal dels jesuïtes, com a herètiques. Quan set bisbes francesos que havien apel·lat contra la butlla es van acostar a ell amb la petició de retirar-la (1722), Innocenci no només va rebutjar la petició sinó que va condemnar la petició i va exigir incondicionalment el compliment dels dictats de la butlla papal.
L'endemà de les eleccions, el 27 de maig de 1721, el pontífex va proclamar un jubileu extraordinari.
El 25 d'abril de 1722 va proclamar doctor de l'Església a Isidor de Sevilla (vers 560-636).

#### Decisions sobre els jueus
Amb la constitució apostòlica Ex injuncto nobis el pontífex va prohibir als jueus teixir seda, comprar-la i vendre-la, i els va obligar a comerciar només amb béns usats.

#### Relacions amb els monarques de la cristiandat
Sacre Imperi Romanogermànic i Estats alemanys
Els tractats d'Utrecht el 1713 i de l'Haia el 1720 (signats al final de la Guerra de Successió espanyola) havien establert que el Regne de Nàpols i Sicília esdevenia un feu imperial. Innocenci XIII va conferir a Carles VI d'Habsburg (1711-1740) la investidura del regne (9 de juny de 1722); a canvi l'emperador va enviar el seu jurament de lleialtat -expressat amb el tradicional homenatge de la xinea- i d'aliança.
No obstant això, Innocenci no va poder aconseguir que l'emperador renunciés als drets de la monarquia siciliana, ni recuperar Comacchio (una ciutat de l'Alt Adriàtic retirada de la Santa Seu durant el pontificat de Climent XI). L'emperador també va imposar que el ducat de Parma i Piacenza, durant diversos segles en l'àmbit dels Estats Pontificis i governat per la família Farnese, fos considerat també un feu imperial.  El Papa va protestar contra l'obligació de mantenir-hi una guarnició austríaca, entre altres coses a costa dels Farneses, però va ser en va. La investidura del ducat fou conferida a l' infant espanyol Carles de Borbó-Anjou.
El 26 de gener de 1723, el duc Christian Ulrich II de Württemberg-Wilhelminenort, convertit del luteranisme al catolicisme, va pronunciar l'acte d'abjuració davant el Papa.
Portugal
El canvi de nunci a la cort portuguesa va ser causa de friccions i tensió. El 1720 el pontífex va optar per substituir Vincenzo Bichi, que feia onze anys que era a Lisboa, per Giuseppe Firrao. El rei Joan V es va oposar i va prohibir a Bichi sortir del país. La qüestió candent, sense resoldre, va passar així al successor d'Innocenci XIII.
Anglaterra
Innocenci XIII va concedir a James Francis Edward Stuart, un pretendent jacobita al tron d'Anglaterra, una anualitat de vuit mil escuts romans. Residint a Roma , on havia viscut a l'exili des de 1719, l'Estuardo era fill de l'últim rei catòlic d'Anglaterra, Jaume II Estuard. Innocenci també va assegurar a Stuart un fons d'uns cent mil ducats per armar-se i reconquerir el regne.
Venècia i Malta
El pontífex va ajudar els venecians i sobretot l'illa de Malta en les seves lluites contra els otomans.
França
Malgrat tot, Innocenci XIII va sucumbir a les pressions franceses d'elevar (1721) a cardenal prevere a Guillaume Dubois, bisbe de Cambray i primer ministre de Lluís XV, que s'havia distingit en l'atac al jansenisme, però que era un home de notoris costums depravats. Amb tot, Dubois no va arribar a ser investit ni rebre cap títol, ja que va morir dos anys després sense haver atès les exhortacions del papa per reformar la seva vida dissipada.

#### Patró de les arts i les ciències
El 12 de setembre de 1721 el pontífex va autoritzar la fundació de la Universitat de l'Havana (va ser aprovada pel seu successor Benet XIII el 1728).
El 18 de desembre de 1722 va reconèixer l'estatut de la Universitat de Caracas.
A Roma, Innocenci XIII va finançar la finalització de les obres de reconstrucció de la basílica de Sant Eustaquio. Els arquitectes Antonio Canevari i Nicola Salvi van ser encarregats .

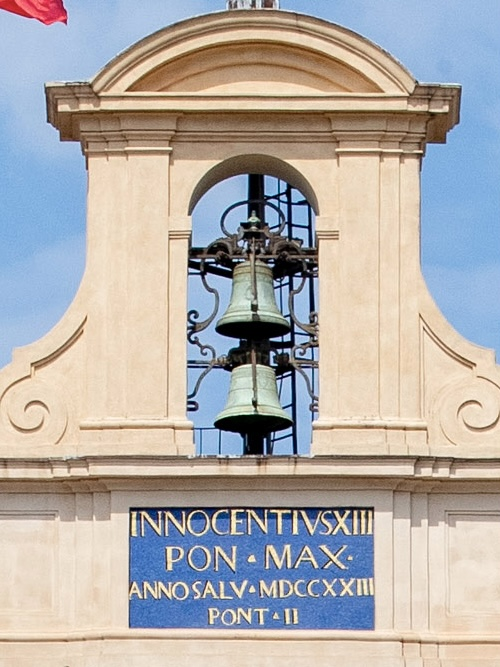
El nom del papa Innocenci XIII es pot llegir a la torre del palau del Quirinal

Va encarregar a Alessandro Specchi que continués la construcció de la màniga llarga del Palau del Quirinal.

#### Diòcesis erigides per Innocenci XIII
Noves diòcesis
- Diòcesi per als "units de Transsilvània", amb seu a Făgăraș[10] 18 de maig de 1721 ( butlla Rationi congruit):

Elevacions al rang d'arxidiòcesi
- Diòcesi de Viena, elevada al rang d'arxidiòcesi metropolitana – 1 de juny de 1722 (butlla Suprema dispositione)

Vicariats Apostòlics
Va encarregar al missioner barnabita Sigismondo de Calchi , a qui va conferir els poders de vicari apostòlic, de fundar una missió al "regne d'Ava, Pegu i Martaban"

#### Consistoris per a la creació de nous cardenals
Innocenci XIII va consagrar tres cardenals durant dos consistoris separats.
Va elevar el seu germà Bernardo Maria Conti a la porpra, però li va impedir rebre més de 12.000 escuts, com ja havia establert el papa Innocenci XII.
En compliment de la promesa feta al bàndol francès en el conclave, va crear cardenal Guillaume Dubois (1721), tot i ser conegut com un home d'hàbits llibertins. El papa, obligat a fer el nomenament, va ordenar, però, que durant la cerimònia de lliurament del barret es fes una lectura pública d'una butlla en la qual enumerava les disbauxes de Dubois, instant el ministre a canviar el seu estil de vida.
Innocenci XIII també va preveure la reinserció gradual a la cúria del cardenal Giulio Alberoni, que havia estat destituït per Climent XI a causa de problemes diplomàtics sorgits a les corts europees.

#### Beatificacions i canonitzacions del pontificat
Beatificacions
- Joan Nepomucè (1340-1393), sacerdot, màrtir – 31 de maig de 1721[14]
- Dalmau Moner (1291-1341), sacerdot de l'orde de Predicadors - 13 agost 1721[15]
- Andrea dei Conti di Segni († 1302), sacerdot de l'Orde de Frares Menors – 11 de desembre de 1723[16]

Durant el pontificat d'Innocenci XIII no es produí cap canonització

### Mort i enterrament

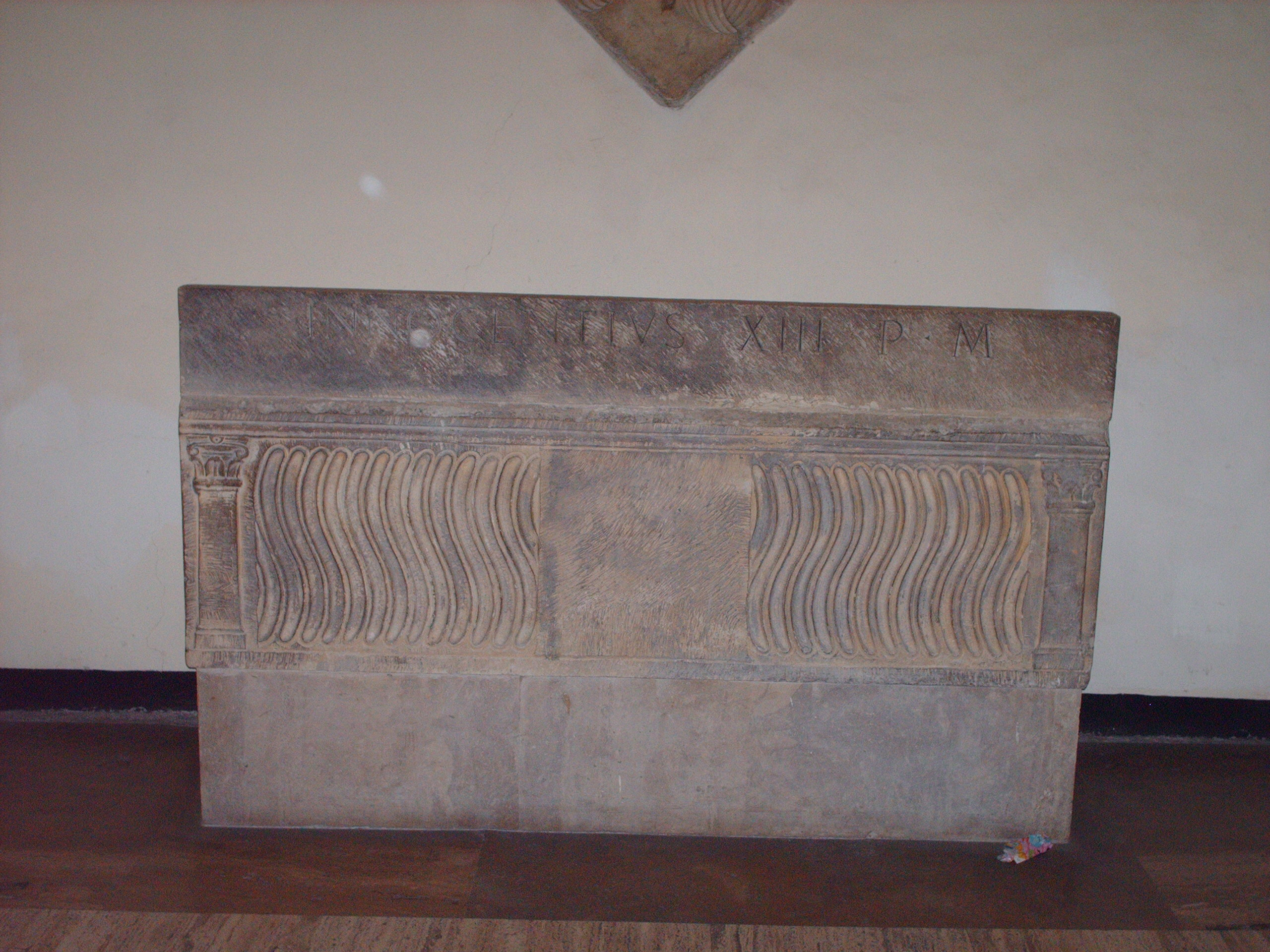
Tomba d'Innocenci XIII, a les Grutes del Vaticà.

Innocenci XIII va morir a Roma el 7 de març de 1724 a causa d'una hèrnia i va ser enterrat el 12 de març a la basílica vaticana. Volia que el seu cor fos conservat al santuari de Mentorella, del qual fou abat comendatari fins a la seva mort.